# Арієль Кеббел
Аріе́ль Ке́ббел (англ. Arielle Caroline Kebbel, * 19 лютого 1985, Вінтер-Парк, США) — американська акторка і модель.

## Біографія
Народилась і виросла у Флориді. Ще в дитинстві вирішила стати акторкою. Закінчила вищу школу на семестр раніше. Брала участь у конкурсі «Міс Флорида» серед підлітків. 2005 року ствла 95-ю в списку «найгарячіших» дівчат за версією «Maxim».

### Кар'єра в кіно
У перший же тиждень в Лос-Анджелесі 2003 року Кеббел дістала роль у телесеріалі «Дівчата Гілмор». 2004 року вона знялась у ролі Гезер Ганкі в фільмі «Soul Plane», а також в одному з епізодів популярного телесеріалу «Закон і порядок. Загін спеціального призначення». 2005 року Кеббел знялась у фільмі «Американський пиріг 4. Музичний табір». А 2006 року виконала головну роль у фільмі-жаху японського режисера Такасі Сімідзу «Прокляття 2».. 2009 року знялась у телесеріалі «Щоденники вампіра» в ролі Алексії «Лексі» Бренсон. 

### Моделінг
- 2002 рік — Міс Флорида серед підлітків.
- 2005 рік — 95-е місце в списку «гарячих дівчат» часопису «Maxim».
- 2008 рік — 54-е місце в списку «найсексуальніших жінок світу» за хорватською версією часопису FHM.
- 2009 рік — 48-е місце в списку «гарячих дівчат» часопису «Maxim».

## Фільмографія

### Кіно
| Рік  | Назва українською                   | Мовою оригіналу                             | Роль           | Примітки                                                       |
| ---- | ----------------------------------- | ------------------------------------------- | -------------- | -------------------------------------------------------------- |
| 2004 | Ульотний транспорт                  | Soul Plane                                  | Гезер Ганкі    |                                                                |
| 2005 | Хлопець і я                         | The Kid & I                                 | Арієль         |                                                                |
| 2005 | Американський пиріг 4: Табір        | American Pie Presents: Band Camp            | Elyse Houston  |                                                                |
| 2005 | Брудні вчинки                       | Dirty Deeds                                 | Елісон         |                                                                |
| 2005 | Рікер                               | Reeker                                      | Кукі           |                                                                |
| 2005 | Будь крутішим!                      | Be Cool                                     | Робін          |                                                                |
| 2006 | Слід злочинця                       | Outlaw Trail: The Treasure of Butch Cassidy | Еллі           |                                                                |
| 2006 | Прокляття 2                         | The Grudge 2                                | Елісон Флемінґ | Номінація на премію Teen Choice Award for Choice Movie: Scream |
| 2006 | Здохни, Джоне Такере!               | John Tucker Must Die                        | Керрі          |                                                                |
| 2006 | Аквамарин                           | Aquamarine                                  | Сесілія Бенкс  |                                                                |
| 2006 | Брати                               | The Bros.                                   | Кім            |                                                                |
| 2007 | Daydreamer                          | Daydreamer                                  | Casey Green    |                                                                |
| 2008 | Незгасний                           | Forever Strong                              | Емілі          |                                                                |
| 2008 | Багрова мла                         | Freakdog                                    | Кетрін Томас   |                                                                |
| 2009 | Непрохані                           | The Uninvited                               | Алекс Іверс    |                                                                |
| 2010 | Бруклін у Мангеттені                | Brooklyn to Manhattan                       | Хлоя           |                                                                |
| 2010 | Вампіри смокчуть                    | Vampires Suck                               | Рейчел         |                                                                |
| 2010 | Відповідай так!                     | Answer This!                                | Наомі          |                                                                |
| 2011 | I Melt With You                     | I Melt With You                             | Randi          |                                                                |
| 2011 | The Brooklyn Brothers Beat the Best | The Brooklyn Brothers Beat the Best         | Cassidy        |                                                                |
| 2011 | Mardi Gras: Spring Break            | Mardi Gras: Spring Break                    | Люсі           |                                                                |
| 2012 | Supporting Characters               | Supporting Characters                       | Джеймі         |                                                                |
| 2012 | Думай як чоловік                    | Think like a Man                            | Джіна          |                                                                |
| 2021 | Після. Глава 3                      | After We Fell                               | Кімберлі       |                                                                |
| 2022 | Після. Глава 4                      | After Ever Happy                            | Кімберлі       |                                                                |

### Телебачення
| Рік             | Назва українською                   | Мовою оригіналу                   | Роль                    | Примітки                               |
| --------------- | ----------------------------------- | --------------------------------- | ----------------------- | -------------------------------------- |
| 2003            | CSI: Місце злочину                  | CSI: Crime Scene Investigation    | Right Teen              | В епізоді: "Forever"                   |
| 2003            | Суддя Емі                           | Judging Amy                       | Paige Lange             | В епізоді: "The Long Goodbye"          |
| 2003            | Закон і порядок: Спеціальний корпус | Law & Order: Special Victims Unit | Андреа Кент             | В епізоді: "Mean"                      |
| 2003–04         | Дівчата Гілмор                      | Gilmore Girls                     | Ліндсі Форестер         | (Сезони 3–5); 9 епізодів               |
| 2004            | Антураж                             | Entourage                         | Лайла                   | В епізоді: "Pilot"                     |
| 2004            |                                     | Grounded for Life                 | Тая                     | У 5 епізодах                           |
| 2005            | C.S.I.: Місце злочину Маямі         | CSI: Miami                        | Пем Карпентер           | В епізоді: "Nothing to Lose"           |
| 2005            |                                     | Clubhouse                         | Кет                     | В епізоді: "Road Trip"                 |
| 2006            | Акула                               | Shark                             | Сідні Блер              | В епізоді: "In the Grasp"              |
| 2009, 2011–13   | Щоденники вампіра                   | The Vampire Diaries               | Алексія "Лексі" Бренсон | У 7 епізодах                           |
| 2010            | Реальна кров                        | True Blood                        | Карлін                  | В епізоді: "I Smell a Rat"             |
| 2010            | Життя непердбачуване                | Life Unexpected                   | ейдж                    | Головна роль (сезон 2); 7 епізодів     |
| 2011            |                                     | Marcy                             | Арієль                  | В епізоді: "Marcy Does a Photographer" |
| 2011            |                                     | Good Vibes                        | Пейтон (голос)          |                                        |
| 2011            | Алілуя                              | Hallelujah                        | Веда Роман              |                                        |
| 2011–13         | 90210: Нове покоління               | 90210                             | Ванесса Шоу             | Сезони 4 і 5                           |
| 2012            | Наречена на Різдво                  | A Bride for Christmas             | Джессі                  | Телефільм каналу Hallmark TV           |
| 2012            | Гаваї 5.0                           | Hawaii Five-0                     | Ніколь Карр             | В епізоді: "Popilikia"                 |
| 2012            | Одрі                                | Audrey                            | Марісса                 | У 4 епізодах                           |
| 2013            | Вищий бал                           | Perfect Score                     | Себе                    | Телесеріал                             |
| 2015-2016, 2019 | Гравці                              | Ballers                           | Трейсі Легетт           | Телесеріал                             |